# Norra Björkfjärdens naturreservat
Norra Björkfjärdens naturreservat är ett naturreservat i norra Björkfjärden i Enköpings kommun i Uppsala län samt Upplands-Bro kommun i Stockholms län. Ansvarsmässigt är skötseln uppdelat, där den västra reservatdelen hanteras av länsstyrelsen i Uppsala län medan den östra reservatdelen sköts av länsstyrelsen i Stockholms län.

## Beskrivning
Området i är naturskyddat sedan 1968 och utvidgades 1995. Reservatet omfattar idag en area om 835 hektar, varav 51 hektar land i form av öar. Inom reservatet ligger 22 öar med sandstränder, släta hällar, lummiga lövskogar och även torra hällmarker med grova ekar. Öarna i Norra Björkfjärden består dels av toppar av Uppsalaåsen och dels av berg- och moränöar. Reservatets största öar är Stora Lindholmen, Askholmen och Västra Högholmen. På Västra Högholmen finns en sandstrand med  grillplats och en sopmaja. 
Ändamålet med reservatet är att bevara områdets naturskogskaraktär samt dess flora och fauna, samtidigt som tillgängligheten för det rörliga friluftslivet skall tryggas.